# Jordanoleiopus mirei
Jordanoleiopus mirei är en skalbaggsart som beskrevs av Stefan von Breuning 1977. Jordanoleiopus mirei ingår i släktet Jordanoleiopus och familjen långhorningar. Inga underarter finns listade i Catalogue of Life.